# Barrowland Ballroom
Barrowland Ballroom (właściwie The Barrowland Ballroom) – sala taneczna i miejsce koncertów znajdujące się w Glasgow w Szkocji.

## Historia
Obiekt został otwarty w roku 1934 w obszarze handlowym znajdującym się w centrum Glasgow. Budynek został w dużym stopniu zniszczony przez pożar jaki miał miejsce w roku 1958, co doprowadziło do całkowitej przebudowy. Ponowne otwarcie miało miejsce 24 grudnia 1960. Budynek obecnie zawiera duże sale, w tym także salę taneczną oraz miejsce do organizacji koncertów o pojemności 2100 miejsc. Front budynku przyozdobiony jest napisem, wykonanym z neonu.
Na przestrzeni lat, w Barrowland Ballroom występowali tacy artyści, jak The Clash, Simple Minds, Foo Fighters, R.E.M., Oasis, The Cure, Green Day, U2, Rage Against the Machine, Blur, Bob Dylan, Björk, David Bowie, Counting Crows, Iggy Pop, Metallica, Alice in Chains, Blondie, Ramones, INXS, Justin Timberlake, Garbage, Sheryl Crow, Britney Spears, Marilyn Manson, Nine Inch Nails, Runrig, Elvis Costello, Amy Macdonald oraz Alice Cooper.